# Cargolet de capell
El cargolet de capell (Cantorchilus nigricapillus) és un ocell de la família dels troglodítids (Troglodytidae).

## Hàbitat i distribució
Habita el sotabosc de la selva pluvial i vegetació secundària, normalment a prop de cursos fluvials de les terres baixes del Carib a l'est de Nicaragua, Costa Rica i Panamà, oest i nord de Colòmbia i oest de l'Equador.